# Kinning Park
Der Kinning Park war ein Fußballstadion im gleichnamigen Stadtteil von Glasgow. Es war die Heimatstätte des FC Clydesdale zwischen 1872 und 1876 sowie der Glasgow Rangers von 1876 bis 1887.

## Geschichte
Der im Jahr 1872 in Glasgow gegründete FC Clydesdale, der in den 1870er-Jahren dem Clydesdale Cricket Club angeschlossen war, spielte zwischen 1872 und 1876 im Kinning Park. Es befand sich an der West Scotland Street im Süden von Glasgow. Clydesdale gehörte am 21. März 1873 zu einem von sieben weiteren Vereinen, zu den Gründungsteams der Scottish Football Association.
Der Platz wurde erstmals 1849 vom Clydesdale Cricket Club genutzt. Im Jahr 1876 verkaufte der Verein das Stadion an die neugegründeten Glasgow Rangers. Clydesdale wechselte gemeinsam mit dem Cricket Club in den Titwood Park.
Die Rangers spielten von 1876 bis 1887 im Kinning Park. Das erste Spiel absolvierten die Rangers hier am 2. September 1876 gegen den FC Vale of Leven vor 1500 Zuschauern. Das Spiel gewannen die Rangers mit 2:1. Im Jahr 1887 zogen die Rangers in den Ibrox Park. 
Im Jahr 1881 fand das schottische Pokalfinale vor 15.000 Zuschauern im Kinning Park statt. 
Auf dem ehemaligen Gelände verläuft heutzutage die nach Osten führende Autobahn M8.